# Monroe (Észak-Karolina)
Monroe település az Amerikai Egyesült Államok Észak-Karolina államában, Union megyében, melynek megyeszékhelye is. Lakosainak száma 34 562 fő (2020. április 1.).

## Népesség
A település népességének változása:

| 2010 | 32 797 |
| 2020 | 34 562 |